# ディラックのデルタ関数
数学におけるディラックのデルタ関数（、英: delta function）、または制御工学におけるインパルス関数（、英: impulse function）とは、任意の実連続関数{\displaystyle f:\mathbb {R} \rightarrow \mathbb {R} } に対し、
{\displaystyle \int _{-\infty }^{\infty }f(x)\delta (x)\,dx=f(0)}
を満たす実数値シュワルツ超関数 δ のことである。これはクロネッカーのデルタ
{\displaystyle \sum _{i=-\infty }^{+\infty }f_{i}\delta _{i,j}=f_{j}}
の自然な拡張になっている。
ディラックのデルタ関数はデルタ超関数（英: delta distribution）あるいは単にディラックデルタ（英: Dirac's delta）とも呼ばれる。この関数の起源はジョゼフ・フーリエにあるが、これを最初に定義して量子力学の定式化に用いた物理学者ポール・ディラックに因み、この名称が付いている。デルタ関数は古典的な意味での関数ではないシュワルツ超関数（英: distribution）の最初の例になっている。
ディラックのデルタの「関数」としての性質は、形式的に次のように述べることができる。まず、f(x) として実直線上常に一定の値 1 をとる関数をとり、デルタ関数をデルタ関数自身と f(x) = 1 との積であると見ることにより
{\displaystyle \int _{-\infty }^{\infty }\delta (x)dx=1}
である。一方、積分値が f の x = 0 での値にしかよらないことから
{\displaystyle \delta (x)=0\quad (x\neq 0)}
でなければならないが、その上で積分値が 0 でない有限の値をとるためには
{\displaystyle \delta (0)=\infty }
が満たされなければならない。

## 概要
上記のように特徴付けられるデルタ関数 δ(x) は、その名前にも現れているように、あたかも通常の関数であるかのように扱われることも珍しくないが、実際には通常の意味の関数と見なすことはできない。
例えば、デルタ関数を連続関数で表すことができないことは以下のようにして分かる。δ(x) が連続関数だったとして x = 0 でゼロでない値をとるならば x = 0 を含む小区間で非ゼロでなければならず、x ≠ 0 で δ(x) = 0 という条件を満たせない。したがって x ≠ 0 で δ(x) = 0 ならばそれは常に 0 の値をとる関数であり、他の関数と掛けて積分しても 0 以外の値をとることはない。点 x = 0 においてのみ不連続であることを認めても、デルタ関数の特徴付けに用いられている積分が、通常の関数の（広義）リーマン積分やルベーグ積分として理解されるならば、このような関数の積分は恒等的に 0 に等しい関数を積分するのと同じであり積分値は 0 になる。したがって、このような条件を満たすような通常の関数は存在しない。
しかし、通常の意味ではまったく関数ではないデルタ関数は、適当な枠組みの下では意味を持ち、例えばデルタ分布はヘヴィサイドの階段関数の弱微分（超関数の意味での微分）を与えている。

## 初等関数による近似
デルタ関数は実軸上滑らかで有界な関数の空間 {\displaystyle C_{b}^{\infty }(\mathbb {R} )} 上の汎関数になっているが、{\displaystyle C_{b}^{\infty }(\mathbb {R} )} の双対空間の中でデルタ関数に弱収束するような関数の族 φt、つまり
{\displaystyle \int _{-\infty }^{\infty }f(x)\varphi _{t}(x)dx\rightarrow f(0)\quad (t\rightarrow 0)}
が任意の {\displaystyle f\in C_{b}^{\infty }(\mathbb {R} )} について成り立つような族 φt がいくつか知られている。同様にして、滑らかかつ有界とは別な条件を満たす関数の空間の上の汎関数としての弱収束の表示も与えられている。以下に代表的例を 2 つ挙げる。

### 正規分布の密度関数による近似
中心 μ, 分散 σ2 の正規分布の密度関数
{\displaystyle \phi _{\mu ,\sigma }(x)={\frac {1}{{\sqrt {2\pi }}\,\sigma }}\exp \left(-{\frac {(x-\mu )^{2}}{2\sigma ^{2}}}\right)}
は、デルタ関数の満たすべき性質
{\displaystyle \int _{-\infty }^{\infty }\phi _{\mu ,\sigma }(x)\,dx=1}
を満たす。さらに、μ = 0 で σ → 0 とすれば x = 0 の近傍の外で一様に φσ(x) → 0 (x ≠ 0) かつ φσ(0) → +∞ である。これは、σ → 0 とすることで、関数族 φσ が汎関数としてデルタ関数に近づくことを意味する。したがって、デルタ関数はある意味で正規分布の密度関数の極限と見なすことができて、
{\displaystyle \lim _{\sigma \to 0}{\frac {1}{{\sqrt {2\pi }}\,\sigma }}\exp \!\left(-{\frac {x^{2}}{2\sigma ^{2}}}\right)=\delta (x)}
と表現される。デルタ関数の表現に正規分布を用いたが、このことから、デルタ関数は正規分布の一種であると考えることが可能である。デルタ関数は、特殊な確率分布の表現に有用である。

### Sinc関数による近似
Sinc関数から変数変換とスケーリングによって得られる関数族
{\displaystyle \phi _{k}(x)={\frac {\sin kx}{\pi x}}\quad (k\in \mathbb {R} )}
は、デルタ関数の満たすべき条件
{\displaystyle \int _{-\infty }^{\infty }\phi _{k}(x)\,dx=1}
を満たす。ただし、これは左辺を広義積分 {\displaystyle \lim _{a\rightarrow \infty }\int _{-a}^{a}} として解釈した際に成立する等式である。上記の例と違ってこの関数族は k → ∞ としても各点収束しないが、任意のコンパクト台の滑らかな関数 f に対して
{\displaystyle \lim _{k\to \infty }\int _{-\infty }^{\infty }f(x)\,\phi _{k}(x)\,dx=f(0)}
が成り立っている。これも弱収束の意味でデルタ関数を近似していると考えられ、
{\displaystyle \lim _{k\to \infty }{\frac {\sin kx}{\pi x}}=\delta (x)}
と表現される。

## フーリエ変換の基礎付け
Sinc関数による近似の形をオイラーの公式を用いて変形すれば
{\displaystyle \phi _{k}(x)={\frac {\sin kx}{\pi x}}={\frac {1}{2\pi ix}}\left[e^{ikx}-e^{-ikx}\right]={\frac {1}{2\pi }}\int _{-k}^{k}e^{ik'x}dk'}
であり、フーリエ変換における基本的な関係式
{\displaystyle \delta (x)={\frac {1}{2\pi }}\int _{-\infty }^{\infty }e^{ikx}dk}
が得られる。この表式は量子場の理論で非常によく利用される。
フーリエ変換とその逆変換
{\displaystyle {\hat {f}}(k)={\mathcal {F}}[f]=\int f(x)\,e^{-ikx}dx}
{\displaystyle f(x)={\mathcal {F}}^{-1}[{\hat {f}}]={\frac {1}{2\pi }}\int {\hat {f}}(k)\,e^{ikx}dk}
は、以下の関係式により正当化される。
{\displaystyle {\mathcal {F}}^{-1}\circ {\mathcal {F}}[f]={\frac {1}{2\pi }}\int {\bigg [}\int f(y)\,e^{-iky}dy{\bigg ]}e^{ikx}dk=\int f(y){\bigg [}{\frac {1}{2\pi }}\int e^{ik(x-y)}dk{\bigg ]}dy=\int f(y)\,\delta (x-y)\,dy=f(x)}

## 佐藤超関数としての定義
佐藤超関数の流儀では、ディラックのデルタ関数は複素領域から実軸への抽象的境界値
{\displaystyle \delta (x):={\frac {-1}{2\pi i}}\left({\frac {1}{x+i0}}-{\frac {1}{x-i0}}\right)}
と定義される。ここで抽象的境界値とは正則関数のある種の同値類を表すが、直感的には x ≠ 0 ならば 
{\displaystyle {\frac {-1}{2\pi i}}\left({\frac {1}{x+i0}}-{\frac {1}{x-i0}}\right)={\frac {-1}{2\pi i}}\left({\frac {1}{x}}-{\frac {1}{x}}\right)=0}
である。また、デルタ関数の最も重要な性質である
{\displaystyle \int \delta (x)f(x)\,dx=f(0)}
は、複素解析学のコーシーの積分公式から導かれる。厳密な定義には層係数のコホモロジー論を必要とするが、1 変数の場合は比較的容易に理論展開できる。

## ディラック測度
ディラック関数は以下のようにして定まるディラック測度（英: Dirac measure）δ0 の非形式的な密度関数だと解釈することができる。実直線のボレル部分集合 A に対して、A が 0 を含む場合 δ0(A) = 1、そうでない場合 δ0(A) = 0 とすると、δ0 は σ-加法性を持っている。この測度に関する有界ボレル関数の積分は
{\displaystyle \int f(x)d\delta _{0}(x)=f(0)}
であり、形式的に dδ0(x) = δ(x)dx が成り立っている。

## 演算子体の単位元
ミクシンスキーの演算子法に従い、R≥0 = [0, ∞) 上の複素数値連続関数の全体 C = C([0, ∞); C) が畳み込み
{\displaystyle (f*g)(x):=\int _{0}^{x}f(x-\xi )g(\xi )\,d\xi }
に関して零因子を持たないというティッチマーシュの定理を用いて、（単位元を持たない可換な）整域としての C の商体 M を構築する M はティッチマーシュ・ミクシンスキー代数や、ミクシンスキー演算子（ヘヴィサイド演算子、—超関数）の体などと呼ばれる。M には C にはなかった乗法の単位元 δ = {δ(x)} が付加されているが、この δ(x) はしばしばデルタ関数と看做される。
実際 δ は、特に定数関数 1 に対応する積分作用素 l = {1} ∈ C ⊂ M に対して lδ = δl = l すなわち、形式上は任意の x に対して
{\displaystyle \int _{0}^{x}\delta (\xi )\,d\xi =1}
を満たさなければならない（もし δ が R≥0 上の連続関数ならば、x = 0 とすれば左辺は 0 となるから、これを C の中だけで考えることはできない）。再び形式的な議論だが、この被積分関数を δ(x) と [0, x] の指示関数との値ごとの積と見なすことで、無限区間でのデルタ関数の性質が満たされると考えることができる。一方で、十分小さな ε > 0 に対し
{\displaystyle \int _{\varepsilon }^{x}\delta (\xi )\,d\xi =\int _{0}^{x}\delta (\xi )\,d\xi -\int _{0}^{\varepsilon }\delta (\xi )\,d\xi =0}
だから、x ≠ 0 で δ(x) = 0 が満たされていると考えることができる。

## 性質
{\displaystyle a>0}において以下の公式が成り立つ。
{\displaystyle {\begin{aligned}x\delta (x)&=0\\\delta (ax)&=|a|^{-1}\delta (x)\\\delta (x^{2}-a^{2})&=(1/2a)[\delta (x-a)+\delta (x+a)]\\\end{aligned}}}
n 階微分 δ(n)(x) については以下が成り立つ：
{\displaystyle x^{m}\delta ^{(n)}(x)={\begin{cases}0,&(m>n)\\(-1)^{m}\ m!\ \delta (x),&(m=n)\\(-1)^{m}{\dfrac {n!}{(n-m)!}}\delta ^{(n-m)}(x).&(m<n)\end{cases}}}
ここで n,m は非負の整数である。特に1階微分の場合は
{\displaystyle x\delta '(x)=-\delta (x)}
であるが、xf(x) = −δ(x) を満たす超関数 f(x) は α を任意定数として
{\displaystyle f(x)=\delta '(x)+\alpha \delta (x)}
である。